# Ryan Ingraham
Ryan Ingraham (ur. 2 listopada 1993) – bahamski lekkoatleta specjalizujący się w skoku wzwyż.
Podczas igrzysk olimpijskich młodzieży w 2010 zwyciężył w finale B. W 2011 zajął czwarte miejsce podczas mistrzostw Ameryki Środkowej i Karaibów oraz został wicemistrzem panamerykańskim juniorów. Brązowy medalista mistrzostw świata juniorów z Barcelony (2012). Rok później sięgnął po złoto mistrzostw Ameryki Środkowej i Karaibów w Morelii. Młodzieżowy mistrz NACAC z Kamloops (2014).
Medalista CARIFTA Games oraz mistrzostw Bahamów. 
Na koniec 2012 wybrany został najlepszym juniorskim lekkoatletą specjalizującym się w konkurencjach technicznych na Bahamach.
Rekordy życiowe: stadion – 2,30 (29 czerwca 2013, Edmonton); hala – 2,24 (18 stycznia 2014, Birmingham).

## Osiągnięcia
| Rok  | Impreza                                  | Miejsce     | Pozycja               | Wynik |
| ---- | ---------------------------------------- | ----------- | --------------------- | ----- |
| 2010 | CARIFTA Games                            | George Town | 2. miejsce            | 2,11  |
| 2010 | Igrzyska olimpijskie młodzieży           | Singapur    | 1. miejsce w finale B | 2,13  |
| 2011 | CARIFTA Games                            | Montego Bay | 2. miejsce            | 2,10  |
| 2011 | Mistrzostwa Ameryki Środkowej i Karaibów | Mayagüez    | 4. miejsce            | 2,22  |
| 2011 | Mistrzostwa panamerykańskie juniorów     | Miramar     | 2. miejsce            | 2,22  |
| 2012 | CARIFTA Games                            | Hamilton    | 1. miejsce            | 2,11  |
| 2012 | Mistrzostwa świata juniorów              | Barcelona   | 3. miejsce            | 2,24  |
| 2013 | Mistrzostwa Ameryki Środkowej i Karaibów | Morelia     | 1. miejsce            | 2,25  |
| 2013 | Mistrzostwa świata                       | Moskwa      | 10. miejsce           | 2,25  |
| 2014 | Halowe mistrzostwa świata                | Sopot       | el. – 15. miejsce     | 2,21  |
| 2014 | Igrzyska Wspólnoty Narodów               | Glasgow     | 9. miejsce            | 2,21  |
| 2014 | Młodzieżowe mistrzostwa NACAC            | Kamloops    | 1. miejsce            | 2,28  |
| 2014 | Igrzyska Ameryki Środkowej i Karaibów    | Xalapa      | 3. miejsce            | 2,24  |
| 2015 | Igrzyska panamerykańskie                 | Toronto     | 6. miejsce            | 2,25  |
| 2015 | Mistrzostwa NACAC                        | San José    | 3. miejsce            | 2,20  |
| 2015 | Mistrzostwa świata                       | Pekin       | el. – 25. miejsce     | 2,26  |